# Montanhydraulik-Stadion
Das Montanhydraulik-Stadion ist ein Fußballstadion mit Leichtathletikanlage in der nordrhein-westfälischen Gemeinde Holzwickede, Kreis Unna. Im Jahr 2007 wurden die Namensrechte am damaligen Emscherstadion an die in Holzwickede ansässige Firma Montanhydraulik GmbH verkauft. Der Vertrag hat eine zehnjährige Laufzeit bis zum 30. Juni 2017.
Das Stadion mit einer überdachten Haupttribüne (800 Plätze) hat ein Fassungsvermögen von rund 5000 Zuschauern. Bis 2015 war es die Heimspielstätte der SV Holzwickede, dem deutschen Amateurmeister von 1976. Am 1. Juli 2015 fusionierte der Verein mit der SG Holzwickede zum neuen Verein Holzwickeder SC. Neben der eigentlichen Spielstätte mit einer Flutlichtanlage auf acht Masten stehen vor Ort noch ein Rasennebenplatz sowie ein kleiner Kunstrasenplatz zur Verfügung. Angeschlossen an das Stadion ist das Sportheim am Montanhydraulik-Stadion.
Das Stadion wird für Testspiele von umliegenden Vereinen wie Borussia Dortmund, der SG Wattenscheid 09, den Sportfreunden Siegen sowie von ausländischen Mannschaften genutzt. Der DFB richtete am 25. März 1999 im Emscherstadion ein Freundschaftsländerspiel der Frauen zwischen Deutschland und China (0:3) aus. Die Mannschaft von Borussia Dortmund II nutzt das Montanhydraulik-Stadion, neben dem 1926 eröffneten Stadion Rote Erde, als Ausweichstadion für die Heimspiele. Die U19 von Borussia Dortmund trägt im Stadion Spiele der UEFA Youth League (2014/15 und 2016/17) aus.